# International Music Score Library Project
International Music Score Library Project (IMSLP, примерные русские эквиваленты наименования: Международный проект библиотеки музыкальных партитур, Международная нотная библиотека) — вики-проект, который ставит своей целью создать музыкальную библиотеку, содержащую все свободные (согласно законодательству Канады) партитуры, перешедшие в общественное достояние как по давности времени, так и добровольно переданные композиторами.
В библиотеке находятся больше чем 242 000 композиций (795 000 партитур) больше чем 28 600 композиторов (на 13 марта 2025 года).

Проект существует с 16 февраля 2006 года, был временно закрыт в ноябре 2007 года из-за проблем с авторским правом и вновь открыт 30 июня 2008 года. 21 июля 2012 года в проект вошёл музыкальный архив Вернера Икинга.
Библиотека названа в честь Оттавино Петруччи, итальянского книго- и нотоиздателя, совершившего прорыв в печатании нот, и тем самым послужившего широчайшему распространению светского музицирования.

## Аналоги
- Mutopia Project[англ.]